# ميدل أوف أونر (لعبة فيديو 1999)
ميدالية الشرف هي الجزء الأول في سلسلة ميدالية الشرف الذي طال أمده في ألعاب الفيديو. صدرت في بلاي ستيشن 1 في تشرين الثاني/نوفمبر 1999. القصة أنشئت من قبل مدير/منتج ستيفن سبيلبرغ.

## لاعب
في ميدالية الشرف، يأخذ اللاعب دور باترسون جيمي هو طيار سابق في ج 47 في قيادة النقل الجوي اللعبة تجري قرب نهاية الحرب العالمية الثانية، (منتصف منتصف عام 1944 1945). هدف اللعبة هو لإنجاز الأهداف، مثل تدمير مواقع العدو، وتقتل العدو القوات الألمانية في هذه العملية. في اللعبة أيضا تنافس لاعبين اثنين ضد بعضهما البعض في الخرائط المختلفة. ويمكنك أيضا استخدام الغش في اللعبة بعد إكمال اللعبة كاملة

## وصلات خارجية
- ميدل اوف أونر على موقع IMDb (الإنجليزية)
- ميدل اوف أونر على موقع IMDb (الإنجليزية)